# Taifun Saomai (2006)
Taifun Saomai (Saomai ist vietnamesisch für den Planet Venus) war der achte Taifun der Pazifischen Taifunsaison 2006, kurz nach Taifun Prapiroon. Auf der fünfstufigen Saffir-Simpson-Hurrikan-Windskala wurde er als Kategorie-5-Taifun (Supertaifun) klassifiziert. Er war der schwerste Taifun in China seit 50 Jahren.
Am 10. August 2006 erreichte der Taifun das chinesische Festland südlich von Shanghai in der Provinz Zhejiang. Er erreichte das Festland mit Windgeschwindigkeiten von bis zu 270 km/h. Zuvor waren bereits etwa 999.000 Menschen in Zhejiang und 570.000 Menschen in der Provinz Fujian evakuiert worden. Außerdem wurden 44.000 Schiffe in die Häfen beordert. Über Land klang der Sturm ab und wurde am 13. August zu einem tropischen Tiefdruckgebiet heruntergestuft. Durch den Sturm starben mindestens 295 Menschen, wobei 94 weitere am 15. August noch vermisst wurden. Der Sturm zerstörte etwa 50.000 Häuser und richtete nach Schätzungen einen Schaden von 1,1 Milliarden US-Dollar an.

## Verlauf

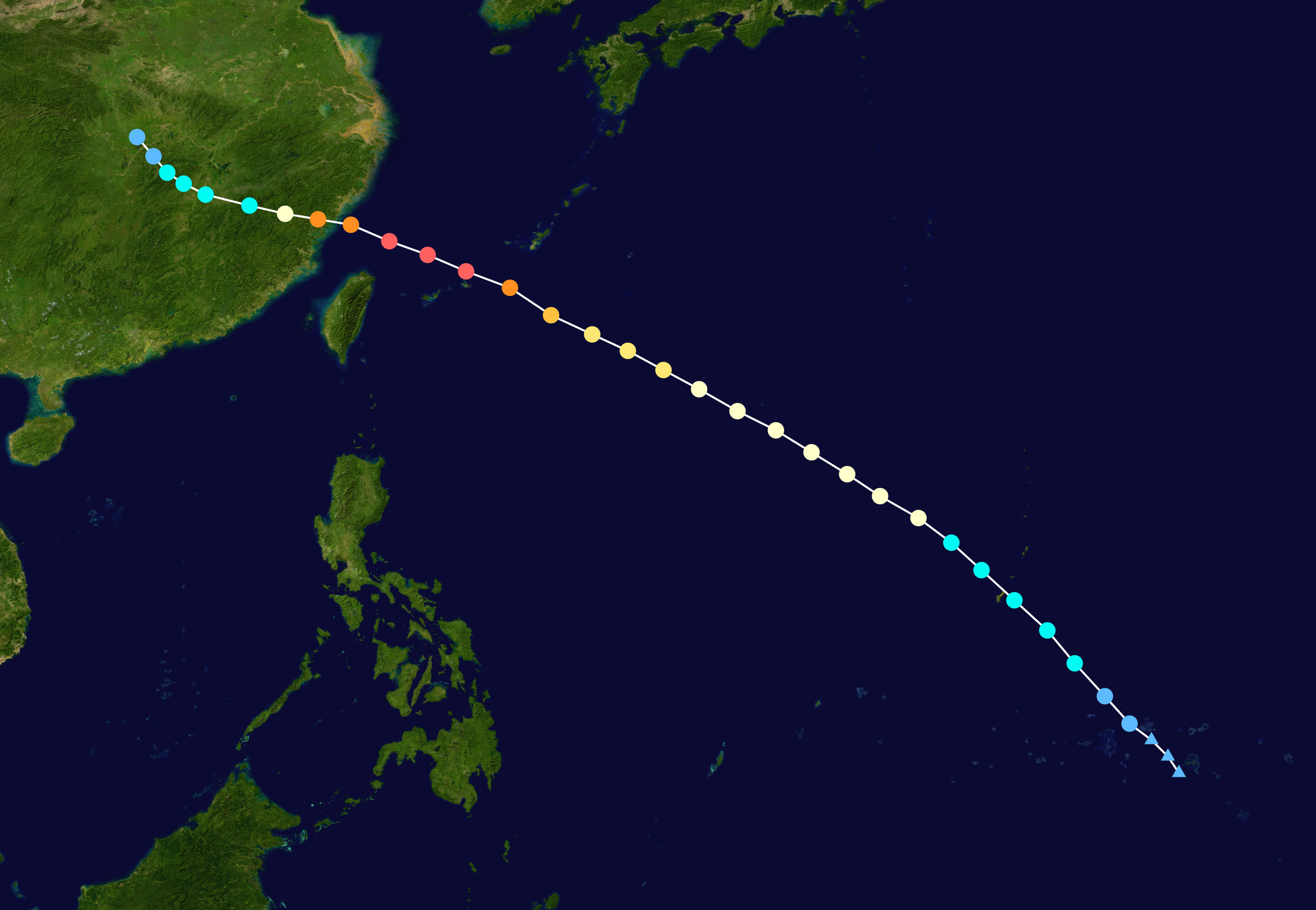
Zugbahn von Saomai

Am 31. Juli bildete sich östlich von Chuuk eine tropische Störung, die während der folgenden Tage nach Nordwesten zog und stetig an Organisation zunahm. Das Joint Typhoon Warning Center (JTWC) gab am 4. August einen Tropical Cyclone Formation Alert zu dem System aus. Weniger Stunden später, noch am selben Tag, wurde es vom JTWC und der Japan Meteorological Agency (JMA) als tropisches Tiefdruckgebiet klassifiziert wurde. Am 5. August verstärkte sich das System in einen tropischen Sturm, dem die JMA den Namen Saomai gab.
Saomai setzte seinen Zugweg nach Nordwesten fort und überquerte die Marianen am 6. August, wobei sich der Sturm weiter intensivierte, so dass die JMA den Sturm im Tagesverlauf zu einem schweren tropischen Sturm hochstufte. Der Sturm begann dann, sich rascher zu organisieren und zu intensivieren und wurde früh am 7. August zum Taifun. Saomai zog am 8. August in den Verantwortungsbereich von PAGASA und erhielt den lokalen Namen Juan. Wegen der Nähe von Taifun Saomai zum tropischen Sturm Bopha unweit von Taiwan, führte der Fujiwhara-Effekt dazu, dass Saomai Zugbahn leicht nach Süden abgelenkt wurde und das System unter Einfluss von feuchter südwestlicher monsunaler Luftströmungen auf der Rückseite von Bopha brachte.
Spät am 9. August erreichte Saomai direkt nördlich von Miyakojima seine Spitzenintensität. Nach den Einschätzungen der JMA erreichte der Taifun zehnminütige Windgeschwindigkeiten von 195 km/h und einen zentralen Luftdruck von 925 hPa;. Das JTWC stufte Saomai als ein wesentlich stärkeres System ein, als Supertaifun äquivalent zur Kategorie 5 der Saffir-Simpson-Hurrikan-Windskala mit andauernden einminütigen Windgeschwindigkeiten von 260 km/h und einem zentralen Luftdruck von 898 hPa. Außerdem bestehen wenn auch weniger signifikante Unterschiede zwischen den verschiedenen Warnzentren für China. Sowohl das Chinesische Amt für Meteorologie als auch das Hong Kong Observatory (HKO) schätzten den Taifun etwas stärker ein als die JMA, nämlich mit andauernden zehnminütigen Windgeschwindigkeiten von 215 km/h bzw. 210 km/h und einem zentralen minimalen Luftdruck von 915 hPa; bzw. 920 hPa.
Nachdem der Taifun südlich an Okinawa vorbeigezogen war, schwenkte Saomai mehr nach Westen und streifte früh am 10. August die Nordküste Taiwans. Der Taifun behielt seine Intensität bis 80 km vor der Ostküste Chinas bei. Am 10. August gelangte Taifun Saomai im Kreis Cangnan im Süden von Zhejiang mit einem zwar kleinen, aber klaren Auge über Land. Nach den Angaben der CMA erfolgte der Landfall mit maximalen andauernden Windgeschwindigkeiten von 216 km/h und einem minimalen zentralen Luftdruck von 920 hPa. In Bezug auf die Windgeschwindigkeit war Saomai genauso stark wie Taifun Marge 1973 als stärkster Taifun, der das Festland Chinas getroffen hat; weil Saomai einen niedrigeren zentralen Luftdruck hatte beim Landfall als Marge, erachtet die CMA Saomai als den stärksten Taifun, der das Land je getroffen hat, als hundertjährliches Ereignis. Saomai war folglich der stärkste Taifun, der auf Zhejiang traf, womit er den vorherigen Rekord eliminierte, den die Taifune Rananim im Jahr 2004 und Khanun 2005 aufgestellt hatten. Die Windstärkeneinschätzungen für frühe Taifune können allerdings unzutreffend oder ungenau sein. Auf dem Weg über Land schwächte sich Saomai stetig ab und schwächte sich am 11. August zum Tiefdruckgebiet ab und löste sich einige Stunden später auf.

## Vorbereitungen

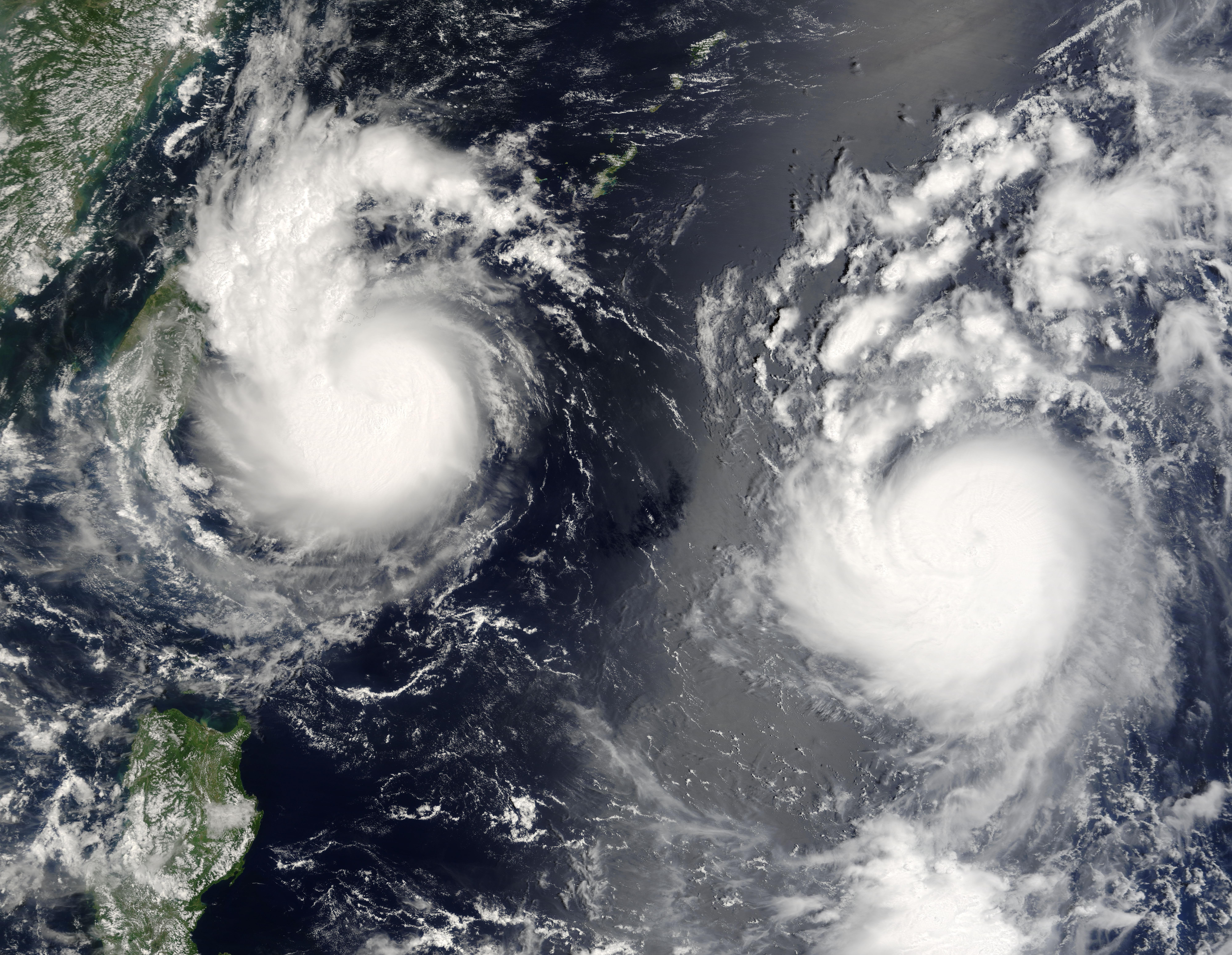
Tropischer Sturm Bopha (links) und Taifun Saomai (rechts) am 9. August

Der National Weather Service der Vereinigten Staaten gab am 6. August Warnungen vor einem tropischen Sturm für Guam aus, als Saomai sich der Insel näherte. Die Militärbasen im Norden Guams bereiteten sich auf einminütige Windgeschwindigkeiten von 50 Knoten oder mehr innerhalb von zwölf Stunden vor; für den Rest der Insel wurden diese Bedingungen binnen 24 Stunden erwartet. Mehrere Militäreinrichtungen wurden deswegen vorübergehend geschlossen. Das Central Weather Bureau der Republik China gab für Gebiete im Norden Taiwans Taifun-Warnungen aus, als sich Saomais äußere Bänder näherten. Die Warnungen waren anpasst worden von den noch geltenden Warnungen zum Tropischen Sturm Bopha, der am Tag zuvor auf den Süden Taiwans getroffen war. In Taiwan wurden fünf Flüge gestrichen, Einschränkungen gab es auch bei den Fährverbindungen.
In der Volksrepublik China wurden vor dem Landfall rund eine Million Bewohner von Zhejiang und weitere 710.000 Bewohner von Fujian evakuiert. Über 20.000 Soldaten und Polizisten wurden mobilisiert, um bei der Rettung von Personen und bei den Aufräumarbeiten zu helfen.
Nach Behördenangaben wurden 10.286 Fischerboote mit 35.282 Fischern in ihre Häfen in Fujian und weitere 5638 Fischerboote in Häfen in Zhejiang zurückbeordert. Außerdem wurden in Fujian alle rund 26.800 Schulen geschlossen. Die Stadtregierung von Wenzhou ordnete an, dass alle Geschäfte schließen und sich auf den Sturm vorbereiten. Die Fluggesellschaften strichen 25 Flüge am Fuzhou Changle International Airport und weitere 17 von Hongkong, betroffen war auch der Fährverkehr. Während des Sturms war der Wenzhou Longwan International Airport geschlossen, und hunderte von Reisenden saßen fest.

## Auswirkungen

### Marianen und Philippinen, Taiwan und Okinawa

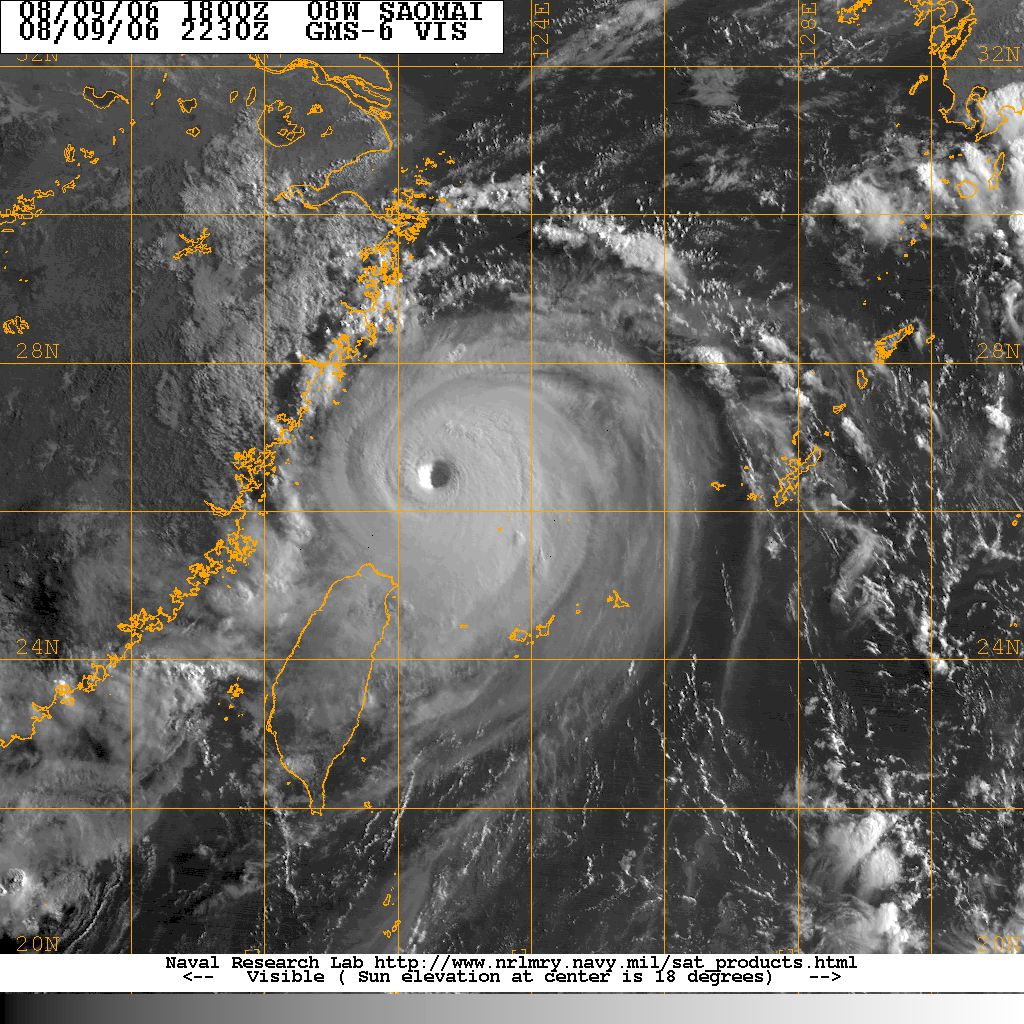
Taifun Saomai während der stärksten Intensität am 9. August

Während der Nachtstunden vom 5. zum 6. August zog der Tropische Sturm Saomai so durch die südlichen Marianen, dass das Zentrum halbwegs zwischen Guam und Rota hindurch zog. Wegen der relativ raschen Vorwärtsbewegung des Sturms, waren die Effekte auf den Marianen gering. Rota bekam die stärksten Winde ab, mit Spitzenböen von 88 km/h und andauernden einminütigen Winden von 55 km/h am Rota International Airport. Schwächere Winde wurden auf Guam beobachtet. Eine Spitzenbö von 61 km/h wurde auf der Andersen Air Force Base gemessen. Das Windfeld reichte nordwärts bis nach Tinian und Saipan. Leichter bis mäßiger Regen begleitete den Sturm, und die Niederschlagsmengen lagen allgemein unter 75 mm; unter monsunalem Einfluss an der Südseite von Saomai fielen bis zu 115 mm. Die Sachschäden durch den Durchzug des Sturms waren gering und beschränkten sich auf umgestürzte Bäume und niedergerissene Stromleitungen auf Guam, weswegen in Barrigada und Chalan Pago der Strom ausfiel. Insgesamt wurde der Sachschaden in der Region auf 5000 US-Dollar geschätzt.
Wie beim Tropischen Sturm Bilis einen Monat später, wirkten sich Saomais äußere Regenbänder auf Gebiete der Philippinen aus. Hier wurden über 400 Häuser durch Sturmflut zerstört, und zwei Personen wurden getötet. Zumindest sieben Personen blieben nach dem Durchzug des Taifuns vermisst.
Der Kern des Taifuns zog nördlich an Taiwan vorbei, dennoch erreichten Starkregen und Wind die Insel und störten den Flugverkehr nach und von Taipeh. Allerdings kam es zu keinen gemeldeten Sach- und Personenschäden.
Als der Taifun in der Nähe von Okinawa war, streifte Saomai die südlichen Ryūkyū-Inseln. Windböen in der Region erreichten ihren höchsten Wert mit 72 km/h auf Shimoji-shima. Miyakojima meldete den stärksten Niederschlag in Japan, mit insgesamt 52 mm. Bis zu 10 m hohe Wellen verursachten Sachschäden in Höhe von 980.000 ¥ (rund 8500 US$) Schaden an Straßen.

### Volksrepublik China

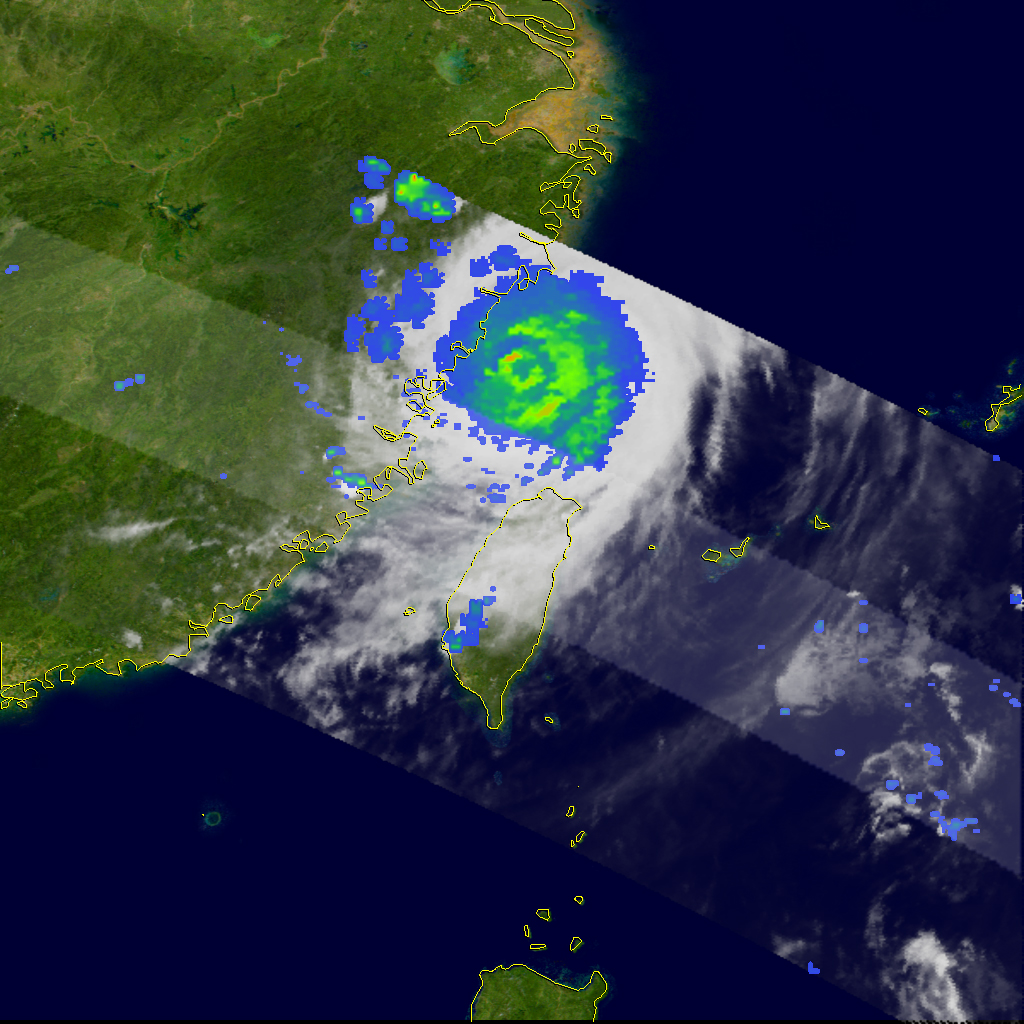
TRMM-Satellitenbild mit der Niederschlagsverteilung innerhalb des Taifuns beim Landfall

Saomai war der dritte in einer Serie von tödlichen Stürmen, welche die Volksrepublik China im Sommer 2006 getroffen haben, nachdem die Auswirkungen des Tropischen Sturms Bilis im Juli 2006 über 600 Personen töteten und durch Taifun Prapiroon Anfang August rund 80 Personen umkamen. Saomai war der sechste tropische Wirbelsturm, der das Land 2006 getroffen hat. Als der Sturm in der Provinz Zhejiang an Land zog, erzeugte Saomai hohe Wellen, böige Winde und Starkregen. Aus dem Kreis Cangnan in der Provinz Wenzhou wurden 30 mm Niederschlag innerhalb von nur einer Stunde und 300 mm in 12 Stunden gemeldet. In der im Landesinneren gelegenen Provinz Jiangxi fielen 200 mm Niederschlag, mit einem Spitzenwert von 105 mm binnen einer Stunde im Bezirk Linchuan. Der Sturm brach im Osten Chinas mehrere Windrekorde. Eine Wetterstation im Kreis Cangnan meldete Spitzenböen von 245 km/h und eine Wetterstation in Fuding 273 km/h, was die höchsten gemessenen Windgeschwindigkeiten in den Provinzen Zhejiang bzw. Fujian sind. (Der letztere Wert liegt geringfügig unter den 284 km/h, die in Hongkong 1962 während Taifun Wanda aufgezeichnet wurden.) Die Stadt Fuding meldete außerdem Windböen von mehr als 144 km/h über einen Zeitraum von etwa drei Stunden und aus Zhejiang und Fujian wurden verbreitet Winde in Taifunstärke gemeldet, mit einem Windfeld von 216 km/h erreichenden Winden mit einem Durchmesser von 45 km.
Entlang seines Pfades zerstörte Saomai etwa 54.000 Gebäude und unterbrach verbreitet die Stromversorgung. Insgesamt wurden 61.277 Räume zerstört und weitere 371.147 beschädigt. Bei den meisten der beschädigten Gebäude handelte es sich um weitgehend aus Mauerwerk errichtete Häuser; neuere Gebäude schnitten aufgrund höherer Baustandards besser ab. Der Taifun beschädigte 244.900 Hektar landwirtschaftliches Nutzland, zumeist in Jiangxi. Saomai traf ein wenig entwickeltes Gebiet der Volksrepublik China, was den versicherten Sachschaden auf etwa 400–500 Millionen ¥ (Renminbi, rund 50–63 Millionen USD) beschränkt, etwa vier bis neun Prozent des gesamten Sachschadens, der auf 11,66 Milliarden ¥ (1,5 Milliarden USD). Insgesamt kamen durch die Auswirkungen Saomais mindestens 441 Personen ums Leben, obwohl inoffizielle Quellen von etwa 1000 Opfern ausgehen.
Durch den Sturm fiel fast in der ganzen Provinz Zhejiang der Strom aus, und etwa die Hälfte der Kommunikationsverbindungen war unterbrochen. Die Behörden erklärten wegen der schweren Schäden den Notstand. In Wenzhou wurden mehr als 18.000 Häuser zerstört und mehr als 213.000 Personen verloren den Zugang zu sauberem Trinkwasser. 193 Bewohner Wenzhous wurden getötet. Im Kreis Cangnan beschädigte der Taifun 450 Schulen mit Sachschäden von 25 Millionen ¥ (3,1 Millionen USD). Durch den Starkregen wurden 56 Provinzstraßen und Autobahnen überschwemmt. Sechs Personen kamen in Lishui durch einen Erdrutsch um. Insgesamt summierten sich in Zhejiang die Sachschäden auf 4,9 Milliarden ¥ (610 Millionen USD), davon 4,5 Milliarden ¥ (560 Millionen USD) in Wenzhou.
In Fuding wurden etwa 1000 Fischerboote zerstört. Die meisten der Schiffe gingen verloren im Dorf Shacheng, wo zusätzlich die Hälfte der Einwohner obdachlos wurde. Von Wind und Regen wurden einige Dörfer vollkommen dem Erdboden gleichgemacht. Starkwind und Starkregen zerstörte nur in Fuding 32.700 Häuser, weitere 80.000 wurden beschädigt. Der wirtschaftliche Schaden summierte sich auf 3,1 Milliarden ¥ (388 Millionen USD); etwa zweihundert Personen wurden in Fuding durch die Auswirkungen des Sturms getötet. Saomai zerstörte außerdem die Dachziegel und das Torhaus des im Jahr 860 errichteten alten Ziguo-Tempels. Die Mönche hatten sich in Sicherheit gebracht, und der Sachschaden an dem Gebäude wurde auf 5 Millionen ¥ (625.000 USD) veranschlagt. In Fuzhou, ebenfalls in der Provinz Fujian, summierten sich die Sachschäden auf 200 Millionen ¥ (25 Millionen USD). Insgesamt waren in der Provinz 234 Fabriken oder Bergbaubetriebe gezwungen, wegen des Taifuns den Betrieb zu unterbrechen. Der gesamte wirtschaftliche Schaden in Fujian wurde auf 6,4 Milliarden ¥ (795 Millionen USD) bezifferte.
Etwa einen Monat nachdem Taifun Kaemi die Region traf, verursachte Saomai weitere Überschwemmungen in der im Binnenland liegenden Provinz Jiangxi. Sechs Stauanlagen wurden beschädigt, wodurch ein Sachschaden von 348 Millionen ¥ (45 Millionen USD) entstand. Etwa 35.000 Personen waren in der Provinz gezwungen, wegen des Sturms ihre Häuser zu verlassen. Eine Person wurde vom Hochwasser mitgerissen, eine andere Person wurde von einem kollabierenden Haus erschlagen. Auch in der Nachbarprovinz Anhui mussten Bewohner wegen Überschwemmungen ihre Häuser verlassen.
87 Tote wurden durch Sturmauswirkungen in Zhejiang gemeldet, zumeist in Wenzhou. Hauptstraßen in der Provinz wurden unterspült. Die meisten er Toten wurden verursacht durch die Sturmflut, welche Fischerdörfer überflutete, etwa in Fuding. Acht der Opfer kamen um, weil die Notunterkunft einstürzte, in die sie evakuiert worden waren. Starker Wind und Überflutungen zerstörten 37.000 Häuser; 380 km2 landwirtschaftliche Nutzfläche wurde überschwemmt, und der wirtschaftliche Schaden summierte sich auf 6,3 Milliarden Yuan.

## Folgen
Unmittelbar nach Saomais Landfall in China, unterstützten örtliche Rotkreuzorganisationen obdachlos gewordene Bewohner mit Decken, Kleidung, Medizin und Desinfektionsmitteln. Nachdem der Sturm an Land gezogen war, untersagte die Regierung von Wenzhou die Zufahrt in die am meisten beeinträchtigten Gebiete. Die Behörden wiesen Supermärkte an, nur Gegenstände zu verkaufen, die der Resilienz dienen. Elf Tage nach dem Eintreffen des Sturms hatten 80 % der Fabriken in Wenzhou ihren Betrieb wiederaufgenommen. Die Verwaltung von Fuding stellte 104,9 Millionen ¥ (13,2 Millionen USD) für den Wiederaufbau zur Verfügung, außerdem 5000 ¥ (625 USD) Soforthilfe für jede Familie.
Die International Federation of Red Cross and Red Crescent Societies stellte bis zum 11. August 2006 rund 1,8 Millionen Chinesische Yuan an Hilfsgütern und Finanzhilfen für die Opfer in der Volksrepublik China zur Verfügung. Die Regierung Chinas teilte den von Saomai und früheren Stürmen der Saison betroffenen Regionen 120 Millionen Yuan an Katastrophenhilfe zu. Diese Gelder wurden vor allem für die Versorgung der obdachlos gewordenen Bewohner mit Lebensmitteln und Trinkwasser sowie für den Wiederaufbau in Zhejiang und Fujian verwendet.
Der Name Saomai wurde (mit vier weiteren Namen) beim 39. jährlichen Treffen des ESCAP/WMO Typhoon Committees in Manila im Dezember 2006 von der Liste der Namen tropischer Wirbelstürme gestrichen. Im November 2007 entschied sich das Komitee auf seiner vierzigsten Sitzung für den Namen Son Tinh als Ersatz für Saomai. Erstmals verwendet wurde der neue Name 2012.

## Anmerkung
1. ↑  Der Wert wurde ursprünglich in Japanischen Yen angegeben. Die in US-Dollar umgerechnete Summe wurde ermittelt über die Website der Oanda Corporation.[27]